# Neotrichoporoides crinius
Neotrichoporoides crinius är en stekelart som beskrevs av T.C. Narendran 2006. Neotrichoporoides crinius ingår i släktet Neotrichoporoides och familjen finglanssteklar. Inga underarter finns listade i Catalogue of Life.